# Gary Raymond
Gary Raymond, né le 20 avril 1935 à Brixton (Royaume-Uni), est un acteur britannique.

## Filmographie
- 1958 : Les Corps sauvages (Look Back in Anger) : Cliff Lewis
- 1958 : L’Épée de d’Artagnan (The Moonraker) : Prince Charles Stuart
- 1959 : Soudain l’été dernier (Suddenly, Last Summer) : George Holly
- 1960 : Les Dessous de la millionnaire (The Millionairess) : Alastair
- 1961 : Le Cid (El Cid) : Prince Sancho
- 1962 : Playboy of the Western World : Le playboy (Christy Mahon)
- 1963 : Jason et les Argonautes (Jason and the Argonauts) : Acaste
- 1964 : Martin Chuzzlewit (feuilleton TV) : Martin Chuzzlewit
- 1964 : Das Verrätertor : Graham / Dick
- 1965 : La Plus Grande Histoire jamais contée (The Greatest Story Ever Told) : Peter
- 1965 : Further Adventures of Gallegher: The Big Swindle (TV, épisode 2) : The Shadow
- 1965: Le Saint (saison 4: the spanish cow)
- 1966 à 1968 : Commando du désert (The Rat Patrol) Sergent Jack Moffitt
- 1967 : Red and Blue
- 1968 : What Maisie Knew (TV) : Sir Claude
- 1969 : Twelfth Night de John Sichel (série télévisée ITV Saturday Night Theatre) : Orsino
- 1969 : Dombey and Son (feuilleton TV) : James Carker
- 1970 : Amicalement vôtre (The Persuaders) : L'Héritage Ozerov (The Ozerov Inheritance), de Roy Ward Baker (Série TV) : Sergei
- 1980 : La Maison de tous les cauchemars (Série TV) : Martin Lewis
- 1986 : God’s Outlaw : Sir John Walsh
- 1988 : The Attic: The Hiding of Anne Frank (TV) : Kraler
- 1994 : Scarlett (feuilleton TV) : Daniel O’Hara âgé
- 2001 : Victoria et Albert (Victoria & Albert) (TV) : Archbishop
- 2003 : L’Affaire Van Haken (The Foreigner) : Jared Olyphant